# Omloop van Borsele
A Omloop van Borsele (oficialmente: EPZ Omloop van Borsele) é uma corrida profissional feminina de ciclismo de estrada de um dia que se disputa anualmente nos Países Baixos pelos arredores de Borsele.
A corrida criou-se em 2002 e a partir do 2006 faz parte do calendário internacional feminino da UCI como corrida de categoria 1.2. A partir do ano 2015 a prova passou a ser uma corrida de categoria 1.1.
Desde o ano 2012 disputa-se também uma prova em contrarrelógio, a qual não faz parte o calendário UCI.

## Palmarés

### Estrada
| Ano  | Vencedor             | Segundo             | Terceiro           |           |
| ---- | -------------------- | ------------------- | ------------------ | --------- |
| 2002 | Loes Gunnewijk       | Katherine Bates     | Monique Knol       |           |
| 2003 | Leontien van Moorsel | Ghita Beltman       | Vera Koedooder     |           |
| 2004 | Chantal Beltman      | Anouska van der Zee | Mirjam Melchers    |           |
| 2005 | Marianne Vos         | Adrie Visser        | Emma Davies        |           |
| 2006 | Marianne Vos         | Vera Koedooder      | Bertine Spijkerman |           |
| 2007 | Marianne Vos         | Regina Bruins       | Ellen van Dijk     |           |
| 2008 | Kirsten Wild         | Ina-Yoko Teutenberg | Marianne Vos       |           |
| 2009 | Kirsten Wild         | Marianne Vos        | Alex Greenfield    |           |
| 2010 | Kirsten Wild         | Rochelle Gilmore    | Kirsty Broun       |           |
| 2011 | Kirsten Wild         | Charlotte Becker    | Marianne Vos       |           |
| 2012 | Ellen van Dijk       | Gracie Elvin        | Sarah Düster       |           |
| 2013 | Vera Koedooder       | Loes Gunnewijk      | Lucinda Brand      |           |
| 2014 | Chloe Hosking        | Kirsten Wild        | Ellen van Dijk     |           |
| 2015 | Kirsten Wild         | Shelley Olds        | Anna Knauer        |           |
| 2016 | Barbara Guarischi    | Floortje Mackaij    | Christine Majerus  |           |
| 2017 | Riejanne Markus      | Eugenia Bujak       | Marianne Vos       |           |
| 2018 | Elisa Balsamo        | Lorena Wiebes       | Evy Kuijpers       |           |
| 2019 | Lorena Wiebes        | Elisa Balsamo       | Natalie van Gogh   |           |
| 2020 | cancelado            | cancelado           | cancelado          | cancelado |
| 2021 | cancelado            | cancelado           | cancelado          | cancelado |
| 2022 | Maaike Boogaard      | Sofie Van Rooijen   | Nora Tveit         |           |
| 2023 | Linda Zanetti        | Audrey Cordon-Ragot | Nora Tveit         |           |
| 2024 | Sofie Van Rooijen    | Daria Pikulik       | Elynor Bäckstedt   |           |
| 2025 |                      |                     |                    |           |

### Contrarrelógio
| Ano  | Vencedor           | Segundo             | Terceiro             |           |
| ---- | ------------------ | ------------------- | -------------------- | --------- |
| 2012 | Ellen van Dijk     | Linda Villumsen     | Clara Hughes         |           |
| 2013 | Ellen van Dijk     | Loes Gunnewijk      | Gillian Carleton     |           |
| 2014 | Ellen van Dijk     | Chantal Blaak       | Tayler Wiles         |           |
| 2015 | Ellen van Dijk     | Lisa Brennauer      | Anna van der Breggen |           |
| 2016 | Lisa Brennauer     | Ellen van Dijk      | Chantal Blaak        |           |
| 2017 | Hayley Simmonds    | Natalie van Gogh    | Hanna Solovey        |           |
| 2018 | Aafke Soet         | Floortje Mackaij    | Natalie van Gogh     |           |
| 2019 | Pernille Mathiesen | Natalie van Gogh    | Franziska Koch       |           |
| 2020 | cancelado          | cancelado           | cancelado            | cancelado |
| 2021 | cancelado          | cancelado           | cancelado            | cancelado |
| 2022 | Emily Meakin       | Audrey Cordon-Ragot | Juliet Eickhof       |           |
| 2023 | Ilse Pluimers      | Karlijn Swinkels    | Anne Knijnenburg     |           |
| 2024 | Ellen van Dijk     | Julia Kopecký       | Febe Jooris          |           |

## Palmarés por países
| País          | Vitórias |
| ------------- | -------- |
| Países Baixos | 15       |
| Itália        | 2        |
| Austrália     | 1        |

| País          | Vitórias |
| ------------- | -------- |
| Países Baixos | 5        |
| Alemanha      | 1        |
| Reino Unido   | 1        |
| Dinamarca     | 1        |